# Sullivan Glacier (glaciär i Antarktis, lat -71,50, long 162,42)
Sullivan Glacier är en glaciär i Antarktis. Den ligger i Östantarktis. Nya Zeeland gör anspråk på området. Sullivan Glacier ligger 368 meter över havet.
Terrängen runt Sullivan Glacier är platt åt sydväst, men åt nordost är den kuperad. Terrängen runt Sullivan Glacier sluttar norrut. Trakten är obefolkad. Det finns inga samhällen i närheten.